# Gabriella Pinzari
Gabriella Pinzari (Roma, 21 maggio 1966) è una matematica italiana, nota per le sue ricerche sul problema degli n-corpi.

## Biografia
Ha conseguito la laurea magistrale in fisica (1990) e matematica (1996) presso l'Università La Sapienza di Roma; ha conseguito un dottorato di ricerca in matematica nel 2009 presso l'Università Roma Tre sotto la supervisione di Luigi Chierchia. È entrata a far parte del corpo docente dell'Università degli Studi di Napoli Federico II dal 2013, per poi trasferirsi all'Università di Padova.
La ricerca di Pinzari sul problema degli n-corpi è stata descritta come "il modo più naturale per applicare" il teorema di Kolmogorov-Arnold-Moser al problema. Ha tentato di usare il lavoro originale di Vladimir Arnold su questo teorema per mostrare la stabilità del Sistema Solare o sistemi simili di orbite planetarie, ma ha funzionato solo per il problema dei tre corpi a causa di una degenerazione nella struttura matematica di Arnold. Pinzari ha mostrato come eliminare questo problema ed ha esteso la soluzione a un numero maggiore di corpi, sviluppando "una versione invariante di rotazione della teoria KAM".

## Riconoscimenti
È stata relatrice invitata al Congresso Internazionale dei Matematici del 2014, a Seul, parlando del suo lavoro nella sessione sui sistemi dinamici e sulle equazioni differenziali ordinarie.

## Pubblicazioni
- Perihelia reduction and global Kolmogorov tori in the planetary problem, American Mathematical Society, Providence, 2018, ISBN 9781470441029.